# Entartete Musik

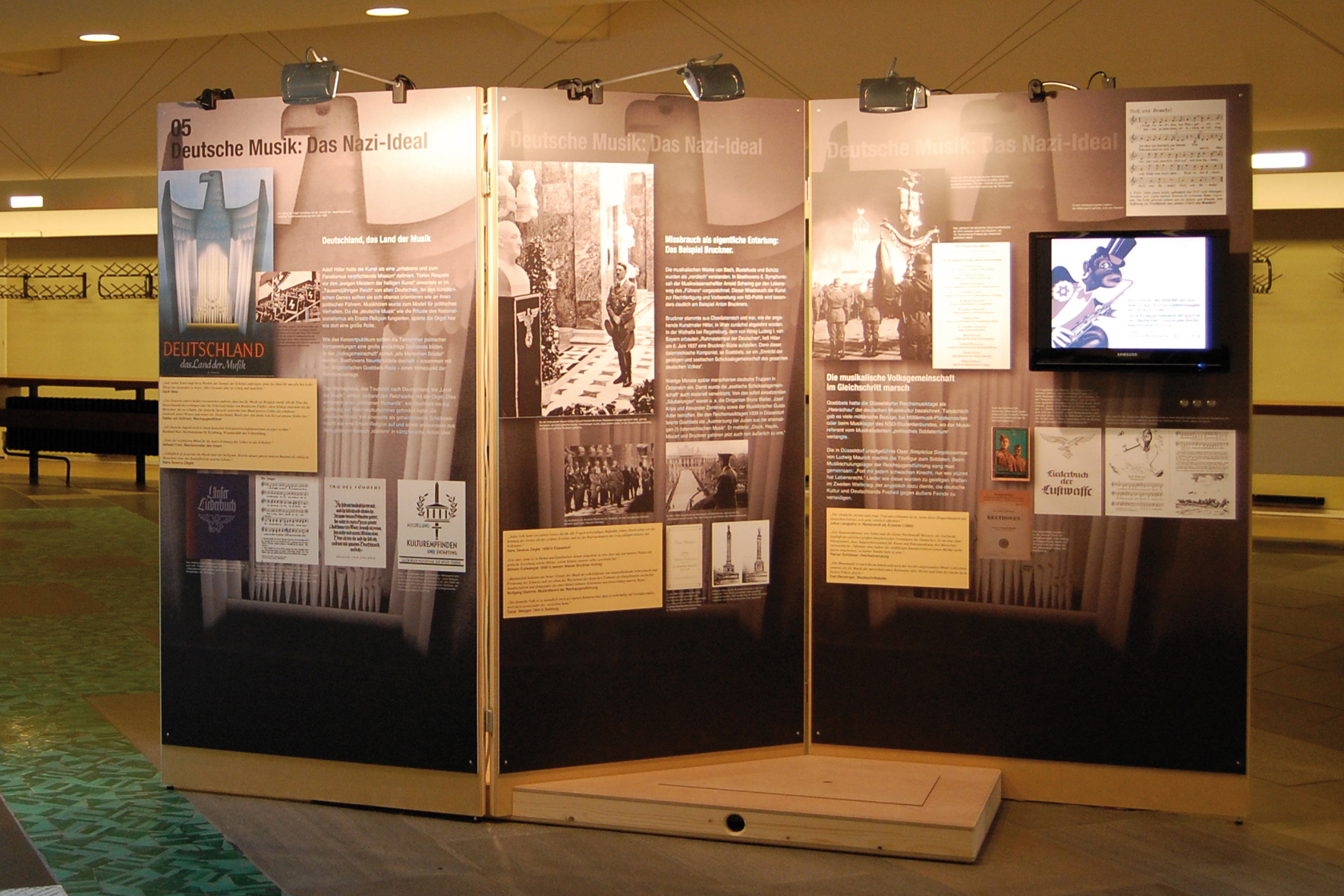
Ausstellungsteil der rekonstruierten Ausstellung, Aufnahme von 2007

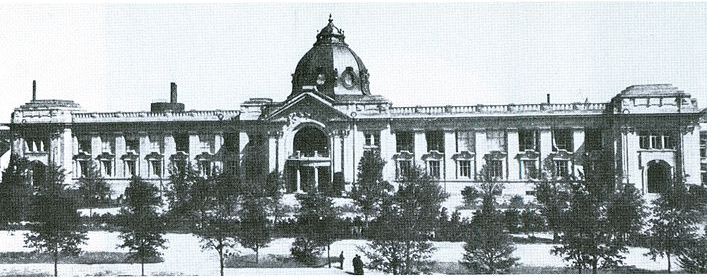
Düsseldorfer Kunstpalast (Bild aus dem Jahr 1902)

Der Begriff Entartete Musik (analog zu Entartete Kunst) bezeichnete während der Zeit des Nationalsozialismus vor allem die musikalische Moderne, die nicht der Ideologie der Nationalsozialisten entsprach. Der NS-Staat sah sich nicht nur als politische, sondern auch als kulturelle Bewegung, die ganz bewusst mit dem kulturellen Pluralismus der Weimarer Republik brach.
Komponisten der Moderne wurden als so genannte Vertreter der Entarteten Musik oder auch der „Negermusik“ verunglimpft, verfemt und politisch verfolgt, darunter „nicht-arische“ Künstler wie Arnold Schönberg, Ernst Krenek, Kurt Weill, Hanns Eisler, Franz Schreker, Erwin Schulhoff und Ernst Toch, aber auch „arische“ Komponisten wie Anton Webern, Paul Hindemith, Helmut Bornefeld und Igor Strawinsky. Auch die Werke bereits verstorbener Künstler wie Alban Berg waren betroffen.

## Ausstellung
Begleitend zu den Reichsmusiktagen im Mai 1938 in Düsseldorf – bei deren Kulturpolitischer Kundgebung Richard Strauss sein Festliches Präludium (1913) dirigierte – organisierte Hans Severus Ziegler in Anlehnung an die Münchner Ausstellung „Entartete Kunst“ von 1937 die Ausstellung „Entartete Musik“, in der er gegen Jazz, Neue Musik und jüdische Künstler und Komponisten polemisierte und deren Entfernung aus dem deutschen Musikleben forderte. Zu sehen war die Propagandaschau in dem 1928 neueröffneten Kunstpalast. Anschließend wurde die Ausstellung in Weimar, München und Wien gezeigt. Zur Werbung entwarf Ludwig (Lucky) Tersch die rassistische Karikatur eines schwarzen Jazzsaxophonisten, der einen Davidstern trägt; er stellte die Hauptfigur aus Ernst Kreneks Jazzoper Jonny spielt auf dar. Dieses Motiv war auch auf der Begleitbroschüre zur Ausstellung zu sehen, mit der Aufschrift Entartete Musik – Eine Abrechnung von Staatsrat Dr. H. S. Ziegler.
Der Präsident der Reichsmusikkammer Peter Raabe protestierte bei Reichspropagandaminister Joseph Goebbels und sprach Ziegler musikalische Fachkompetenz ab. Goebbels sah die Ausstellung aus ähnlichen Gründen kritisch. Allerdings kann es zu Fehlinterpretationen kommen, wenn man aus Raabes Protest schließen würde, er sei ein Freund und Unterstützer des Jazz gewesen, denn das Gegenteil ist der Fall. Nina Okrassa kommt in ihrer umfangreichen Raabe-Forschung sogar zu dem Ergebnis, dessen Einstellung hinsichtlich der „Säuberung“ des Musiklebens von
Unterhaltungsmusik und Jazz sei rigoroser gewesen als die von Goebbels. Die Konflikte zwischen Raabe und Ziegler waren allerdings bereits in der Zeit der Weimarer Republik offenkundig. Zwar hatte Raabe 1927 in Aachen den Verein zur Pflege Neuer Musik gegründet und sich in der Aachener Lokalpresse für die Neue Musik engagiert. Raabe äußerte sich allerdings ab 1938 mehrfach widersprüchlich zu seinem früheren Engagement. Die „talentlosen Schmierereien der Atonalen“ seien im Verhältnis zu anderen „Verfallserscheinungen“ relativ unbedeutend.
Raabes Protest gegen Zieglers Ausstellung wurde nicht öffentlich gemacht, die Ausstellung schloss allerdings vorzeitig, und es wurde nur wenig in der Presse darüber berichtet.
Fünfzig Jahre später rekonstruierten Albrecht Dümling und Peter Girth die Ausstellung; die Eröffnung fand am 16. Januar 1988 in der Düsseldorfer Tonhalle statt. Die rekonstruierte Ausstellung wird seitdem weltweit gezeigt (US-Version 1991, spanische Version 2007, neue deutsche Version 2007 unter dem Titel „Das verdächtige Saxophon“). Ergänzend erschien neben dem Ausstellungskatalog die aus 4 CDs bestehende Tondokumentation „Entartete Musik“.

## NS-Propaganda
- Hans Severus Ziegler: Entartete Musik – Eine Abrechnung von Staatsrat Dr. H. S. Ziegler. Völkischer Verlag, Düsseldorf o. J. [1938], 32 S. mit Abb. (Begleit-Broschüre zur Ausstellung) archive.org
- Theophil Stengel (Hrsg.): Lexikon der Juden in der Musik: Mit e. Titelverz. jüd. Werke. Zusammengest. im Auftr. d. Reichsleitg d. NSDAP. auf Grund behördl., parteiamtl. geprüfter Unterlagen, in Verbindung mit Herbert Gerigk. Berlin: Hahnefeld Verlag, 1943 (Reihentitel: Veröffentlichungen des Instituts der NSDAP zur Erforschung der Judenfrage, Frankfurt am Main; Band 2).